# Jüdische Friedhöfe in Lippstadt

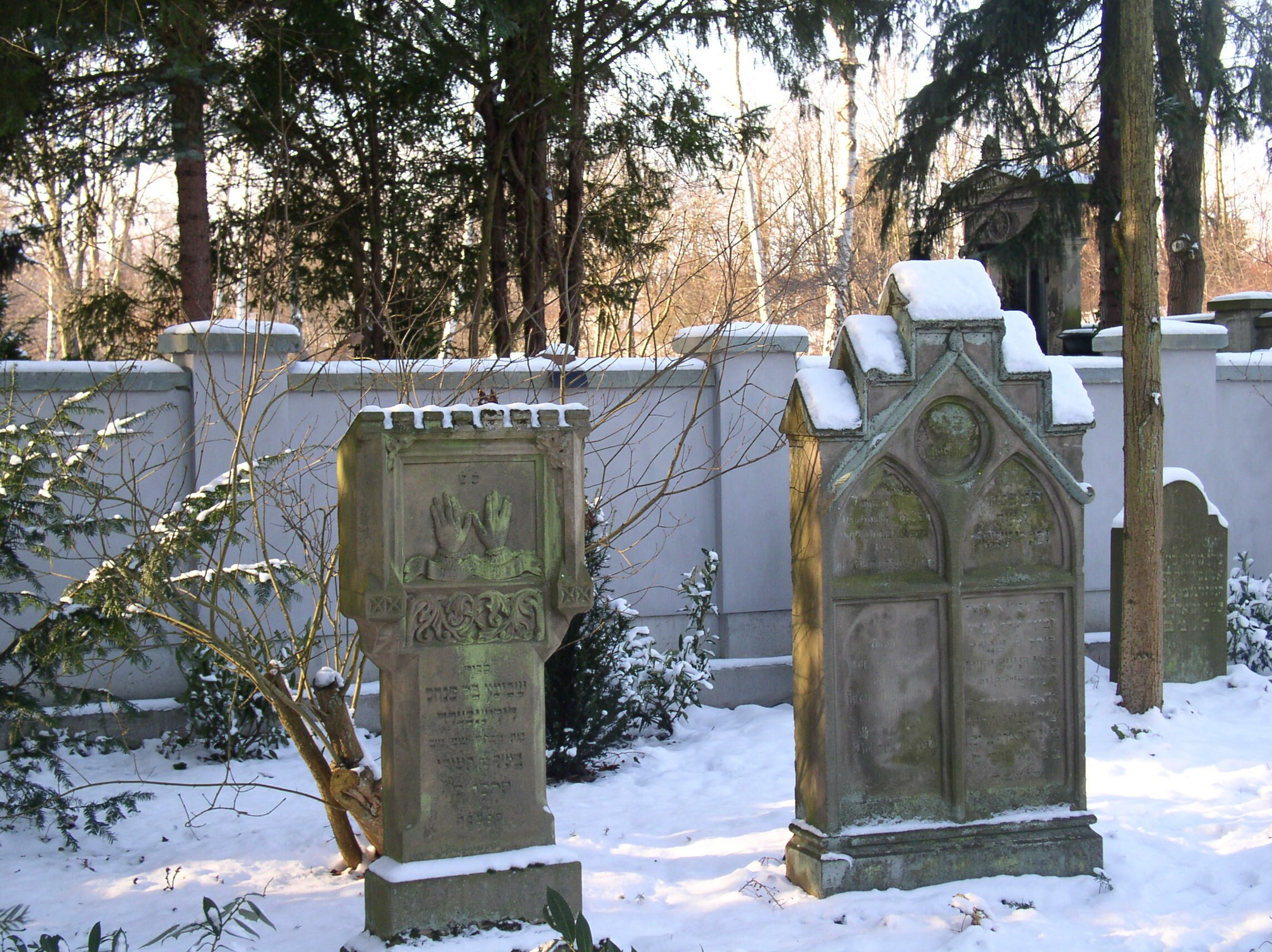
Grabmäler auf dem jüdischen Friedhof Lipperoder Straße

Auf dem Stadtgebiet der Stadt Lippstadt (Kreis Soest, Nordrhein-Westfalen) existieren heute noch zwei jüdische Friedhöfe. Dabei handelt es sich um den Friedhof der jüdischen Gemeinde zu Lipperode im heutigen Stadtteil Lipperode sowie den Begräbnisplatz auf dem Lippstädter Zentralfriedhof an der Lipperoder Straße. Ein weiterer jüdischer Friedhof bestand im Bereich der heutigen Burgstraße und wurde 1914 von der Stadtverwaltung Lippstadts aufgelassen. Bei letzterem handelte es sich um die älteste jüdische Begräbnisstelle im Stadtgebiet. Diese wurde wahrscheinlich bereits vor 1700 für die Beerdigung der Angehörigen des jüdischen Heereslieferanten Benedict Elias Gumpertz genutzt. Er selbst wurde hier 1708 beerdigt.

## Der jüdische Friedhof an der Burgstraße
- Koordinaten: 51° 40′ 32,6″ N, 8° 20′ 19,2″ O

Die Geschichte des heute nicht mehr existierenden jüdischen Friedhofs an der Burgstraße ist eng verknüpft mit der Siedlungsgeschichte der ersten Juden im Lippstädter Stadtgebiet. Dabei handelte es sich um den Heereslieferanten des Großen Kurfürsten der Mark Brandenburg, Friedrich Wilhelm, Benedict Elias Gumpertz, der gemeinsam mit seiner achtköpfigen Familie auf Geheiß des Kurfürsten im Jahr 1669 in Lippstadt ansässig wurde. Wahrscheinlich wurde er damit beauftragt, die geschäftlichen Faktoren des Festungsbaus in Lippstadt zu regeln, da dieser Standort als westlicher Festungsort Preußens ausgebaut werden sollte. 1698 erfolgte die Ansiedlung des Schwiegersohns Gumpertz, David Hertz, dessen Söhne später sogar die Bürgerrechte der Stadt Lippstadt zuerkannt bekamen. Benedict Gumpertz, David Hertz und später dessen Sohn Gumpert Hertz wurden zu den Vorstehern der märkischen Judenschaft und waren damit unzweifelhaft sowohl wirtschaftlich als auch religiös Teil der jüdischen Elite der Mark. Die private Betstube Gumpertz war außerdem mit sehr hoher Wahrscheinlichkeit der Treffpunkt der Juden der näheren Umgebung, da für einen jüdischen Gottesdienst mindestens zehn religiös-mündige Männer, der Minjan, vorhanden sein müssen.
Als Begräbnisort wählte Gumpertz ein kleines Grundstück außerhalb der Stadtmauern, jedoch noch innerhalb des Lippebogens nahe dem Cappeltor. Damit lag der Friedhof außerhalb der Stadt, wie in der jüdischen Begräbniskultur üblich, war jedoch zugleich einfach zu erreichen und geschützt. Es handelte sich um einen schmalen Uferstreifen zwischen der alten Stadtmauer und der Lippe. Auf diesem Gelände befand sich zwischen 1628 und 1650 eine so genannte piatta forma, ein Geschützstandort zur Verteidigung der Stadt außerhalb der Stadtmauern. Durch das Wachstum der Stadt und den Ausbau der Festungsanlagen war diese bereits 1650 ohne militärischen Wert und das Gelände war ungenutzt. Heute wird angenommen, dass Benedict Gumpertz das Gelände nach seiner Ankunft in Lippstadt erwarb und 1708 auch dort begraben wurde, wahrscheinlich nutzte er den Begräbnisplatz allerdings bereits davor zur Beerdigung verstorbener Angehöriger.
Einen ersten Hinweis auf den Friedhof geben Karten von 1680, die einen kurzen Stichkanal an der Lippe zeigen, der vermutlich zur Gewinnung von Erde gegraben wurde, mit der das Gelände befestigt wurde. Auf der Karte von Johann Peter Roscher von 1776 ist erkennbar, dass der Friedhof bis dahin bereits die Grenzen der ehemaligen piatta forma überschritten hatte und bis zur Burgmühle gewachsen war. Eine weitere Vergrößerung fand nicht mehr statt und bis zu seiner Auflassung maß das Gelände 2,85 Ar.
Im Jahr 1809 wurden die Heirats- und Zuwanderungsbeschränkungen für Juden aufgehoben und die jüdische Gemeinde zu Lippstadt wuchs von 15 (1808) auf 50 im Jahr 1829. Über die Anzahl der Bestatteten auf dem Friedhof und deren Namen ist nur sehr wenig überliefert und nur einige der letzten Beerdigten der Gemeinde sind bekannt. Dabei handelte es sich um
- einen namenlosen Säugling, verstorben am 9. September 1822 und begraben am 12. September 1822
- der 73-jährige Bendix Isaak Lilienfeld, verstorben am 19. Juni 1825 und begraben am 22. Juni 1825
- der 22-jährige Kürassier Heinemann Berliner, verstorben am 4. Dezember 1825 und begraben am 7. Dezember 1825
- der 89-jährige Bes Bacharach, verstorben am 27. Mai 1829 und begraben am 30. Mai 1829
- der 69-jährige Elias Bacharach, verstorben am 24. November 1832 und begraben am 26. November 1832

Der Friedhof war durch den Zuwachs in der jüdischen Gemeinde bereits zum Ende der 1820er Jahre gut gefüllt und 1831 bat der damalige Gemeindevorsteher Matthias Arend Rosenbaum den Lippstädter Bürgermeister Gallenkamp, eine neue jüdische Begräbnisstelle auf dem 1821 angelegten Lippstädter Zentralfriedhof zur Verfügung zu stellen:

„Der Hauptzweck unserer Vorstellung ist nur der: daß Ew. Wohlgeboren der hiesigen israelitischen Gemeinde, welche sich seit einigen Jahren ziemlich vergrößert hat, einen paßlicheren, nicht zu weit von der Stadt entfernten Todtenhoff wollen anweisen lassen, indem der jetzige zu klein und bei der zu erwartenden Cholera Morbus, wenn unter der israelitischen Gemeinde Todtesfälle entstehen würden, Ihrem Befehle gemäß nicht beibehalten kann.
Wir glauben umsomehr darauf antragen zu können, da bekanntlich der große neue Todtenhoff zum großen Theil aus dem städtischen Vermögen angekauft ist, wozu wir durch Kommunal Taxen etc. ebenfalls contributiert haben und noch ferner contributieren müssen.“

Die Antwort des Bürgermeisters ist nicht überliefert; sie war jedoch offensichtlich ablehnend, wie ein weiterer Brief Rosenbaums dokumentiert, in dem er auf die bürgerliche Gleichberechtigung der Juden pocht:

„Da nun die Stellung der Israeliten sich bekanntlich sehr verändert hat, und wir jetzt ebenfalls Staatsbürger geworden sind, auch mit allen Anderen gleiche bürgerliche Rechte haben, so glauben wir auch, daß uns von Seiten der Wohllöblichen städtischen Behörde ein Todtenhoff unentgeltlich angewiesen werden könne.
Um einen solchen paßlichen Platz ersuchen wir deshalb wiederholt, umsomehr, da sowohl außer dem Cappel als Lipperthor noch öde Gründe befindlich sind, welche der Stadt gehören. Sollte unsere Bitte wider Erwarten nicht Eingang finden, so würden wir genöthigt sein, unser Gesuch höheren Orts vorzutragen.“

Die Stadtverwaltung Lippstadts zögerte eine Entscheidung dieser Frage weiterhin hinaus und Rosenbaum musste einen dritten Brief schreiben, knapp zwei Wochen nach der Beerdigung von Helle Bacharach im Jahr 1832, in dem er neben der Dringlichkeit („Der Kirchhof unserer Gemeinde liefert uns für die Folge auch nicht einen Platz mehr“) auch die Folgen einer möglichen Überschwemmung und weiteren Abspülung des Geländes durch die Lippe („Durch das Abspülen des Ufers haben wir zu befürchten, daß bei einer Überschwemmung die Leichen unserer Angehörigen fortgespült werden, auch liegt derselbe innerhalb der Stadt, und dürfte dahero die Verlegung desselben in polizeilicher Hinsicht wünschenswerth sein.“) herausstellte.
Die Stadtverwaltung stellte der jüdischen Gemeinde zu Beginn 1833 eine Fläche von 4,9 Ar neben den christlichen Begräbnisstellen des Zentralfriedhofs zur Verfügung, jedoch außerhalb der Friedhofsmauern. Damit blieb Helle Bacharach der letzte Tote, der auf dem Friedhof an der Burgstraße beerdigt wurde. Der alte Friedhof sollte entsprechend der jüdischen Tradition in seinem Zustand belassen werden und als 1838 von der Stadtverwaltung Bäume gepflanzt wurden, mussten diese nach einem Beschwerdebrief der jüdischen Gemeinde wieder entfernt werden. Entsprechend verfiel der Friedhof und geriet weitestgehend in Vergessenheit. Franz Kersting erwähnte ihn in seinem 1905 erschienenen Buch Gang durch die Stadt als der „alte verschwundene Judenkirchhof, dessen letzter Grabstein in nächster Zeit in die Lippe zu gleiten droht“.
Am 6. August 1907 beschloss die jüdische Gemeinde, die alten Leichname aufgrund der immer wieder drohenden Überschwemmung zu exhumieren und die noch vorhandenen Leichenteile auf den neuen Friedhof zu überführen. Dies wurde mit Auflagen genehmigt, jedoch erstmal nicht durchgeführt. Man überlegte, das Gelände nach der Auflassung zu verkaufen und geriet daraufhin mit der Stadtverwaltung in Streit über die Besitzverhältnisse des Geländes. In einem Kompromiss, der vorsah, dass die Gemeinde eine Vergrößerung ihres Begräbnisplatzes auf den neuen Friedhof bekam, überließ man das Grundstück der Stadtverwaltung und ließ sich zusichern, dass die Überreste der Leichen exhumiert werden können, wenn die Stadt eine ruhestörende Nutzung vornimmt. Die endgültige Auflassung erfolgte am 27. Februar 1914. Das Grundstück wurde an den Nachbarn verpachtet, der es in einen Garten umwandelte und später der Stadt abkaufte. Bis heute ist das Grundstück privater Garten der Erben des ehemaligen Besitzers, eine Exhumierung hat nie stattgefunden.
Im Jahr 1986 wurde bei einer Begehung des Geländes durch den Lippstädter Heimatverein der Grabstein von Isaak Bacharan, dem Vater des zuletzt hier begrabenen Helle Bacharan, gefunden und in das Lippstädter Heimatmuseum gebracht. Bei diesem Stein handelt es sich um den letzten heute noch vorhandenen Stein des Friedhofs.

## Der jüdische Friedhof auf dem Lippstädter Zentralfriedhof
- Koordinaten: 51° 40′ 58,8″ N, 8° 21′ 34,6″ O

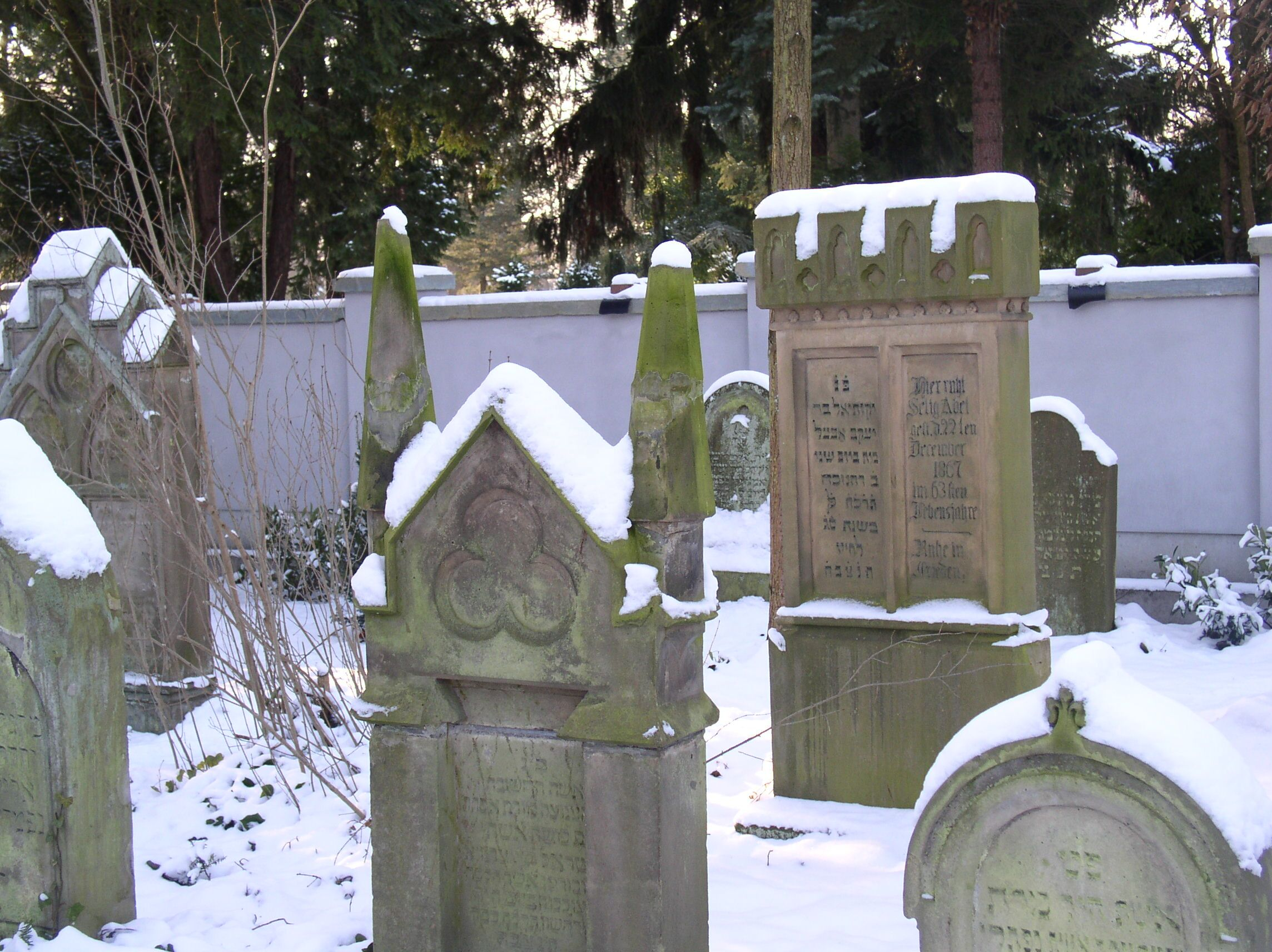
Grabmäler auf dem jüdischen Friedhof

Wie bereits dargestellt, wurde der jüdische Friedhof auf dem Lippstädter Zentralfriedhof an der Lipperoder Straße 1833 angelegt. Die Planungen umfassten fünf Gräberreihen und damit etwa 120 Gräber, die erste Reihe mit 24 Gräbern war allerdings bereits 1857 belegt und ein weiterer Anstieg der jüdischen Bevölkerung von damals 124 Personen war zu erwarten.
Im Jahr 1852 wurde in Lippstadt eine Synagoge erbaut, die auch eine Elementarschule enthielt, und 1853 bildete sich der Synagogen-Bezirk Lippstadt auf der Basis des 1847 in Preußen erlassenen Gesetzes, nach dem für jüdische Gemeinden ein Parochialzwang festgelegt wurde. Entsprechend mussten alle Juden einer Synagogen-Gemeinde an ihrem Wohnort angehören. Die Synagogen-Gemeinde Lippstadt umfasste neben Lippstadt auch die umliegenden Dörfer Overhagen, Hellinghausen, Herringhausen, Benninghausen, Esbeck, Rixbeck, Dedinghausen, Hörste, Mettinghausen und Horn (heute Teil von Erwitte). Mit Ausnahme der Juden von Horn, wo es einen eigenen kleinen Friedhof gab, bestatteten alle Juden der Gemeinde ihre Toten in Lippstadt.
Zu Beginn des Jahres 1857 sandte der Vorstand der jüdischen Gemeinde, der aus Aron Rosenbaum, Aron Grünebaum und Samuel Schönebörner bestand, eine Anfrage an die Stadtverwaltung mit der Bitte, den noch außerhalb des Zentralfriedhofs gelegenen Friedhof zu vergrößern. Dies wurde am 4. März 1858 durch die Schenkung einer angrenzenden Fläche beantwortet, danach wurde das Gesamtgelände mit einer Mauer umfasst, einen direkten Zugang zum benachbarten christlichen Friedhof gab es allerdings weiterhin nicht. Obwohl die Juden zu dieser Zeit in der Gesellschaft weitestgehend integriert waren, kam es trotzdem regelmäßig zu Vandalismus auf jüdischen Friedhöfen, bei welchem Grabsteine zerstört wurden.
Im Jahr 1889/1890 wurde ein „Reglement über die Benutzung, Verwaltung und Beaufsichtigung des Friedhofs der Synagogengemeinde zu Lippstadt“ verabschiedet, in der die Nutzung rechtlich und finanziell geklärt wurde. Mit diesem Regelwerk wurden auch einzelne Erbbegräbnisstellen eingeführt, wovon die Familien Abel, Rosenbaum und Bacharach jeweils eines zugesprochen bekamen.
Bis 1911 waren alle Familiengräber belegt und auf dem gesamten Friedhof waren nur noch zwei Reihen mit jeweils 24 Grabstellen frei. Zur gleichen Zeit gab es die Überlegungen, den alten Friedhof an der Burgstraße zu verkaufen, und nach längeren Verhandlungen mit der Stadtverwaltung wurde der Gemeinde ein Landstück gleicher Größe am neuen Friedhof zugesprochen. Die Mauer wurde im Osten und im Süden abgerissen und durch Hecken ersetzt, der Zugang von der Nordmauer in die Südhecke verlegt. Kurz darauf wurde auch der christliche Friedhof nach Osten erweitert und umschloss in der Folge den jüdischen Friedhof von drei Seiten, sodass der Zugang über den christlichen Teil erfolgte und die Integration in den Zentralfriedhof vollständig abgeschlossen wurde. Die jüdische Bevölkerung Lippstadts war zu diesem Zeitpunkt tatsächlich weitgehend akzeptiert und eingegliedert, zumal auch die Juden in Deutschland das Land als ihre Heimat ansahen, für das sie auch im Ersten Weltkrieg einstanden. Nach dem Krieg wurde ein Gedenkstein an die Gefallenen Juden auf dem Friedhof aufgestellt, der die Namen der Gefallenen zwischen dem Davidstern und dem Eisernen Kreuz in Eichenlaub aufwies. In der Bevölkerung Lippstadts gab es allerdings auch weiterhin Abneigung gegen Juden, welche sich darin zeigte, dass Müll achtlos über die Hecken auf den jüdischen Friedhofsteil geworfen wurde oder Blumen abgeschnitten wurden.

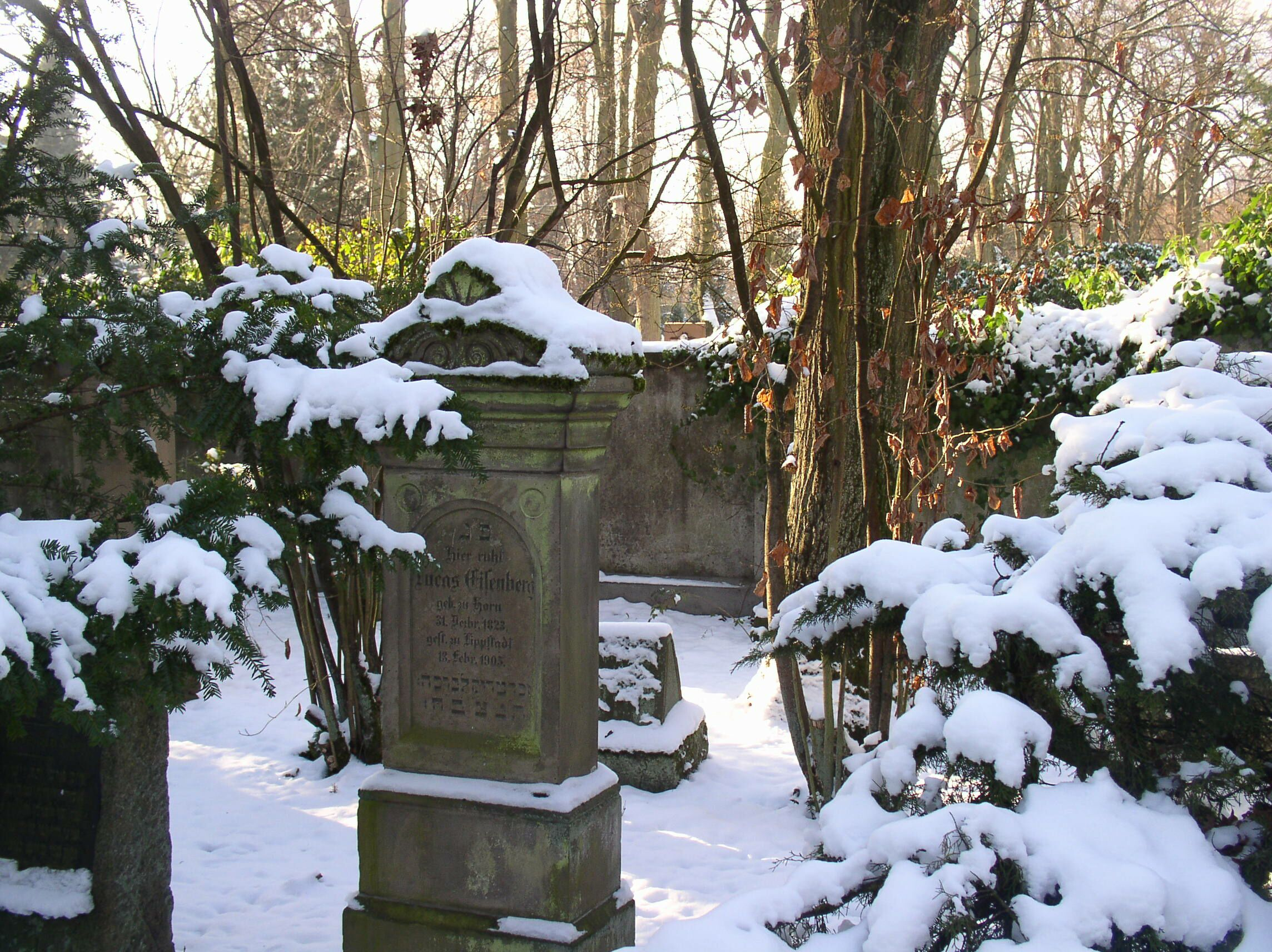
Grabmal von Lucas Eisenberg, 1903

Mit der Nationalsozialistischen Regierung in Deutschland ab 1933 wuchs auch in Lippstadt der Druck auf die jüdische Bevölkerung und ihre Einrichtung. Ein großer Teil der Gemeinde verließ Lippstadt und Deutschland, den Verbliebenen wurde die Zahlung des vertraglichen Entgelts für die Unterhaltung des Friedhofs zu teuer, sodass der letzte Vorsteher der jüdischen Gemeinde, Julius Lichtenfels, die Stadtregierung am 28. Januar um eine Halbierung der Kosten bat. Dies wurde vom Bürgermeister abgelehnt. Auf einen Brief vom 24. Februar 1936, in dem gefordert wurde, die Arbeit an den jüdischen Gräbern einzustellen und den Zugang über den christlichen Friedhof zu sperren, veranlasste der Bürgermeister ein Gutachten des zuständigen Sachbearbeiters. Dieser antwortete (in Auszügen):

„Die vorstehenden Verträge, die die Stadt Lippstadt mit Juden abgeschlossen hat, sind für eine nationalsozialistische Gemeinde im dritten Reich eine unerträgliche Belastung. Sie stehen auch in direktem Widerspruch zu unserer Weltanschauung. […]
Denn, nach einem Artikel in der 'Roten Erde' macht sich jeder Beamte strafbar, wenn er mit Juden verkehrt oder ihm Dienste leistet. Aus alledem folgt aber, dass eine nationalsozialistische Behörde allein schon aus Gründen der Moral und auch um deutsche einfache Volksgenossen nicht dauernd in einen schweren Gewissenskonflikt zu bringen, städtische Beamte und auch städt. Arbeiter heute nicht mehr zwingen darf, weiter Juden Dienste zu leisten, die ihrer unwürdig sind und den Nationalsozialismus ins Gesicht schlagen. […]
Soweit sich die Eingabe am 24. 2. 1936 auf den Zugang zum Judenfriedhof bezieht, kann den Juden das Betreten des städt. Friedhofs verboten und ihnen zur Bedingung gemacht werden, ihren Friedhof nur auf direktem Wege durch den besonderen Eingang auf der Lipperoderlandstraße zu betreten […]“

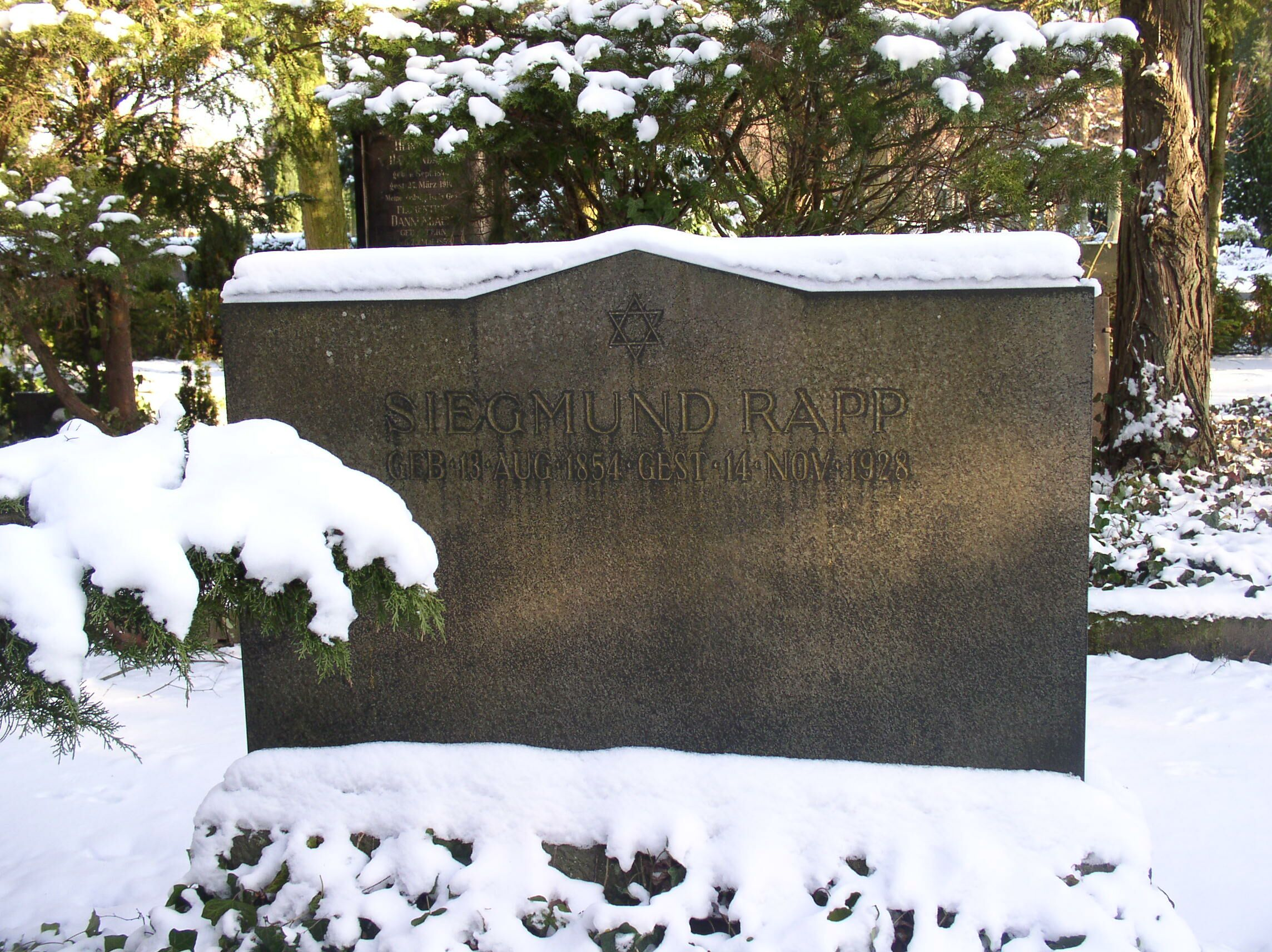
Grabmal von Siegmund Rapp, 1928

Als Resultat dieser Antwort kündigte der Bürgermeister den Juden den Vertrag von 1922 und ließ offiziell keine Beerdigungen auf dem Friedhof mehr zu. Außerdem wurde den Juden verboten, den Friedhof über den christlichen Friedhof zu betreten. In der Folge dieser Verbote wurden von den Anwohnern auf den Gräbern der jüdischen Gemeinde sogar Kartoffeln angepflanzt, ohne dass die städtischen Behörden einschritten. Nach der sogenannten Reichspogromnacht 1938 schrumpfte die jüdische Gemeinde auf 18 Personen, die allesamt älter waren und mit ihrem Leben abgeschlossen hatten. Die letzte Beerdigung fand im November 1940 statt, dabei handelte es sich um die 90-jährige Julie Abel. Nachdem sie begraben war, wurde der Friedhof endgültig geschlossen, der Viehhändler Julius Steinberg, der am 23. Januar 1942 in Lippstadt starb, wurde ohne Aufsehen auf dem Judenfriedhof in Anröchte verscharrt. Zwischen August 1944 und Januar 1945 starben in Lippstadt sieben jüdische Zwangsarbeiterinnen aus Ungarn und der Slowakei sowie ein Säugling. Sie wurden alle in Anröchte in ein offenes Massengrab geworfen.
Nach der Schließung entfernte die SA die Eisengitter des Eingangstores, die örtliche Hitlerjugend entfernte alle weiteren verwendbaren Metallteile. In der Folge wurden etwa die Hälfte der Grabsteine zerstört – ein Großteil konnte nicht rekonstruiert werden oder wurde durch Nachfertigungen ersetzt. Doch auch nach dem Krieg kümmerte sich die Stadtverwaltung erst auf Druck eines jüdischen Angehörigen der britischen Armee, der in Lippstadt nach Angehörigen suchte. 1946 wurde der Friedhof vom Kartoffelacker befreit und wieder hergerichtet.
Im Jahre 1949 übertrug die Vertreterin der jüdischen Kultusgemeinde Paderborn-Lippstadt der Stadt den verbliebenen, ungenutzten Teil des jüdischen Friedhofs, als Gegenleistung sollte sich die Stadt um die jüdischen Gräber kümmern, was sie bis heute tut. Eine neue jüdische Synagogengemeinde hat sich in Lippstadt bis in die Gegenwart nicht gebildet. Die wenigen Juden, die heute in Lippstadt leben, haben sich der Paderborner Gemeinde angeschlossen. Seit 1949 finden allerdings in Lippstadt auch wieder (selten) Begräbnisse statt.

## Der Friedhof der jüdischen Gemeinde zu Lipperode
- Koordinaten: 51° 41′ 45,9″ N, 8° 23′ 18,4″ O

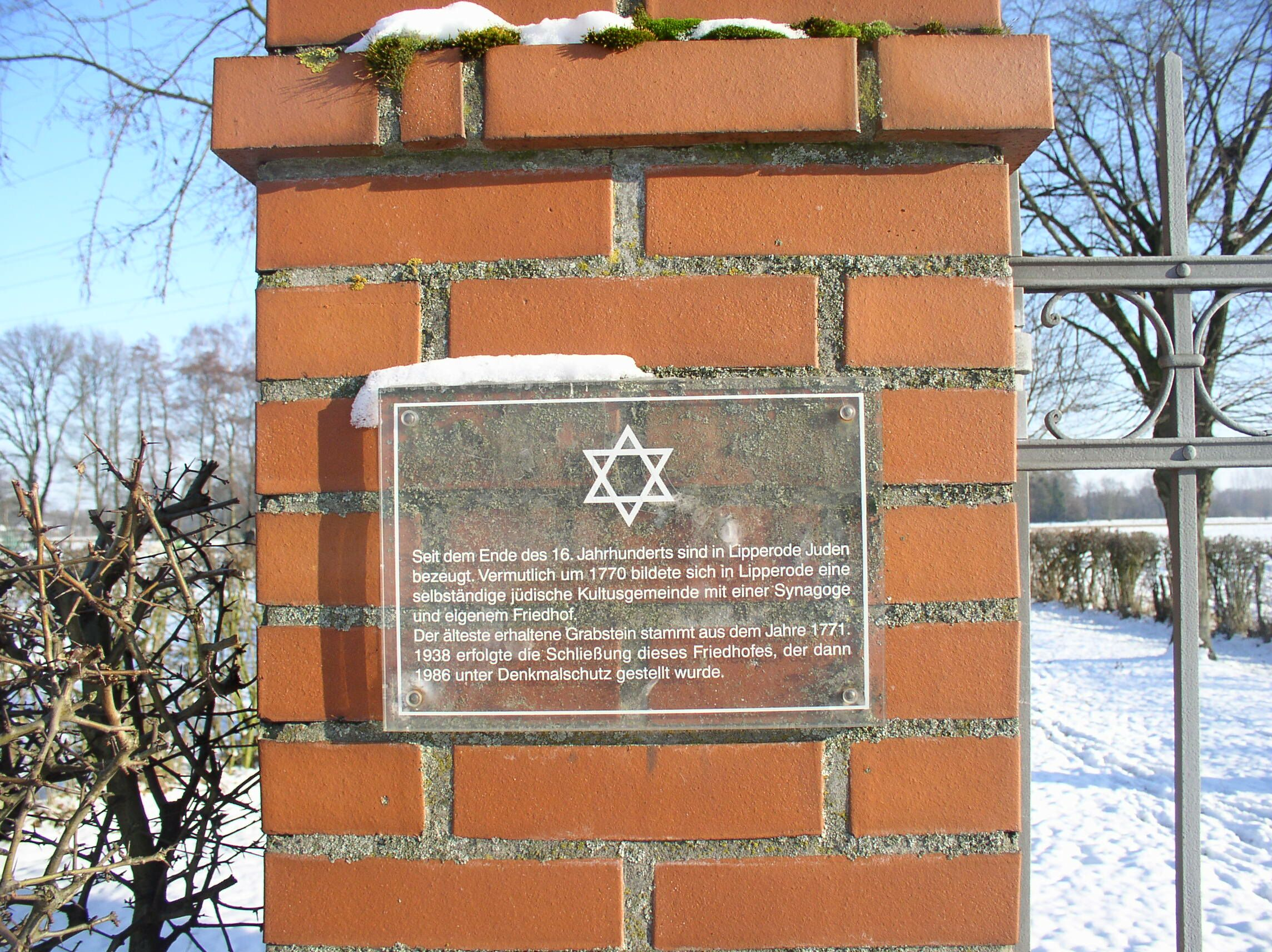
Eingang zum jüdischen Friedhof Lipperode

Über den jüdischen Friedhof und die jüdische Gemeinde in Lipperode ist noch relativ wenig bekannt. Trotz ihrer Nähe zu Lippstadt gehörten die Juden Lipperodes nicht der jüdischen Gemeinde der Stadt an. Dies lag vor allem an der Sonderstellung, die Lipperode gemeinsam mit dem Stift Cappel bis 1938 als Exklave des Landes Lippe hatte, erst danach wurde sie in das Stadtgebiet Lippstadts aufgenommen. Dank dieser Sonderstellung konnten jüdische Geschäftsleute die sehr restriktive Judengesetzgebung des Landes Lippe teilweise umgehen und zugleich (weitgehend illegal) mit Geschäftspartnern benachbarter Gemeinden Handel treiben, vor allem mit Lippstadt.
Erste jüdische Siedler in Lipperode sind seit dem Ende des 16. Jahrhunderts belegt. Die heute nicht mehr als solche genutzte Synagoge wurde erstmals 1773 erwähnt, während der älteste Grabstein auf dem jüdischen Friedhof aus dem Jahr 1771 stammt: in den 1770er Jahren hat sich also offensichtlich eine eigenständige jüdische Gemeinde in Lipperode gebildet und etabliert.
Der Friedhof liegt abseits der Ortschaft auf einem Flurstück, das als Neues Feld bezeichnet wird. Es ist mit einer Breite von 10 bis 13 Metern und einer Länge von etwa 100 Metern ein kleines, langgezogenes Grundstück, welches heute nur über einen Feldweg erreichbar ist. Von den ehemals vorhandenen Grabsteinen gibt es heute noch 37, wobei die jüngsten aus den Jahren 1937 (Julie Stern) und 1932 (Alfred Stern, Lina Weinberg) stammen. Damit wurde der Friedhof durchgehend von 1771 bis zum Wegzug der letzten Juden aus Lipperode 1938 genutzt.
Während der Zeit des Nationalsozialismus in Deutschland wurden viele Grabsteine zerschlagen, wobei einige der Steine wohl nicht mehr zusammengesetzt werden konnten. Obwohl die heute noch bestehenden Steine repariert wurden, sind die Zerstörungen noch deutlich sichtbar und bei einigen Steinen fehlen die Inschriftentafeln. Die Pflege des Geländes wurde nach dem Zweiten Weltkrieg der Jewish Trust Company der Gemeinde Lipperode übertragen, heute übernimmt die Stadt Lippstadt diese Aufgabe.

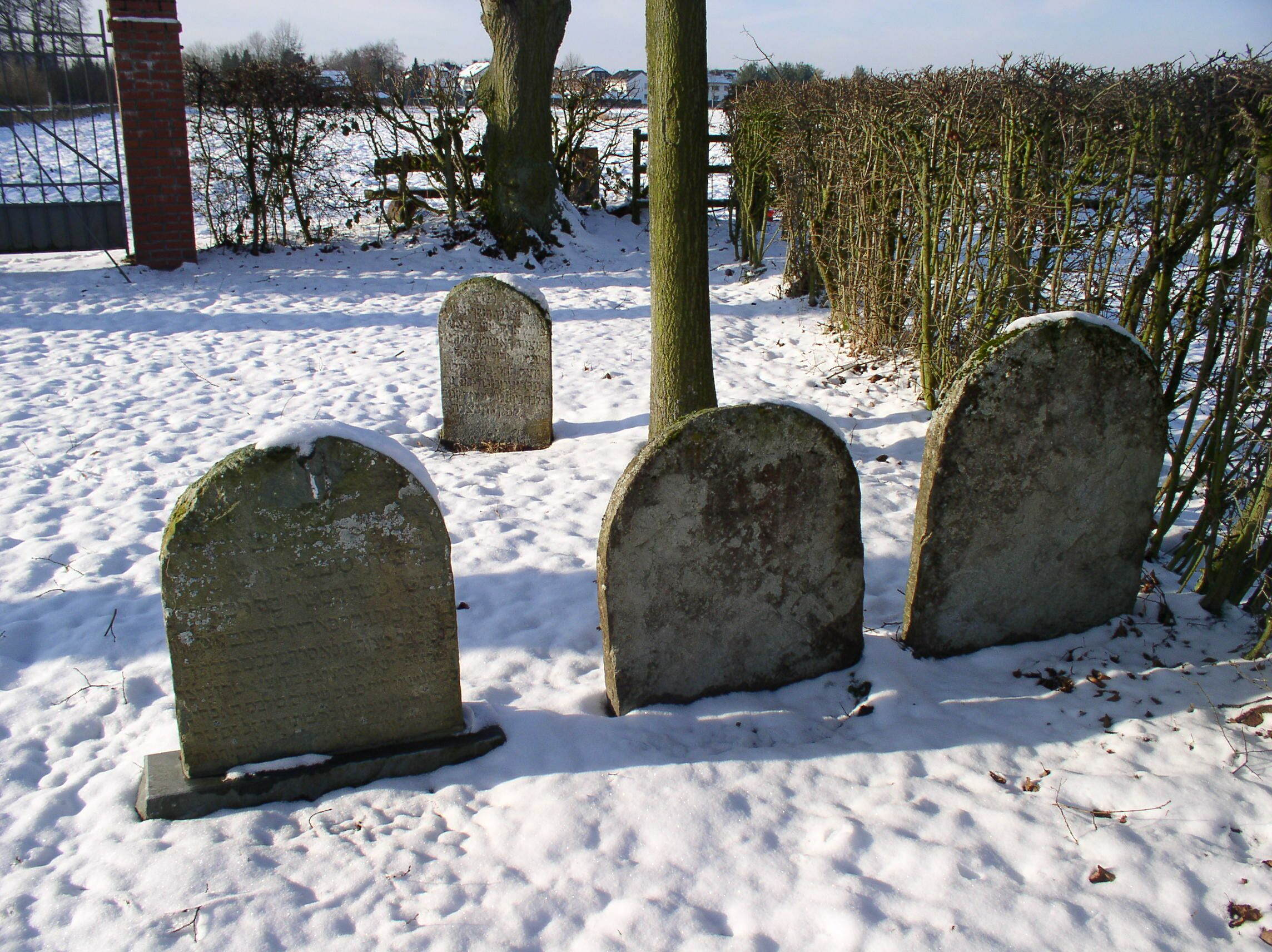
Älteste Steine des Judenfriedhofs (vor 1800)
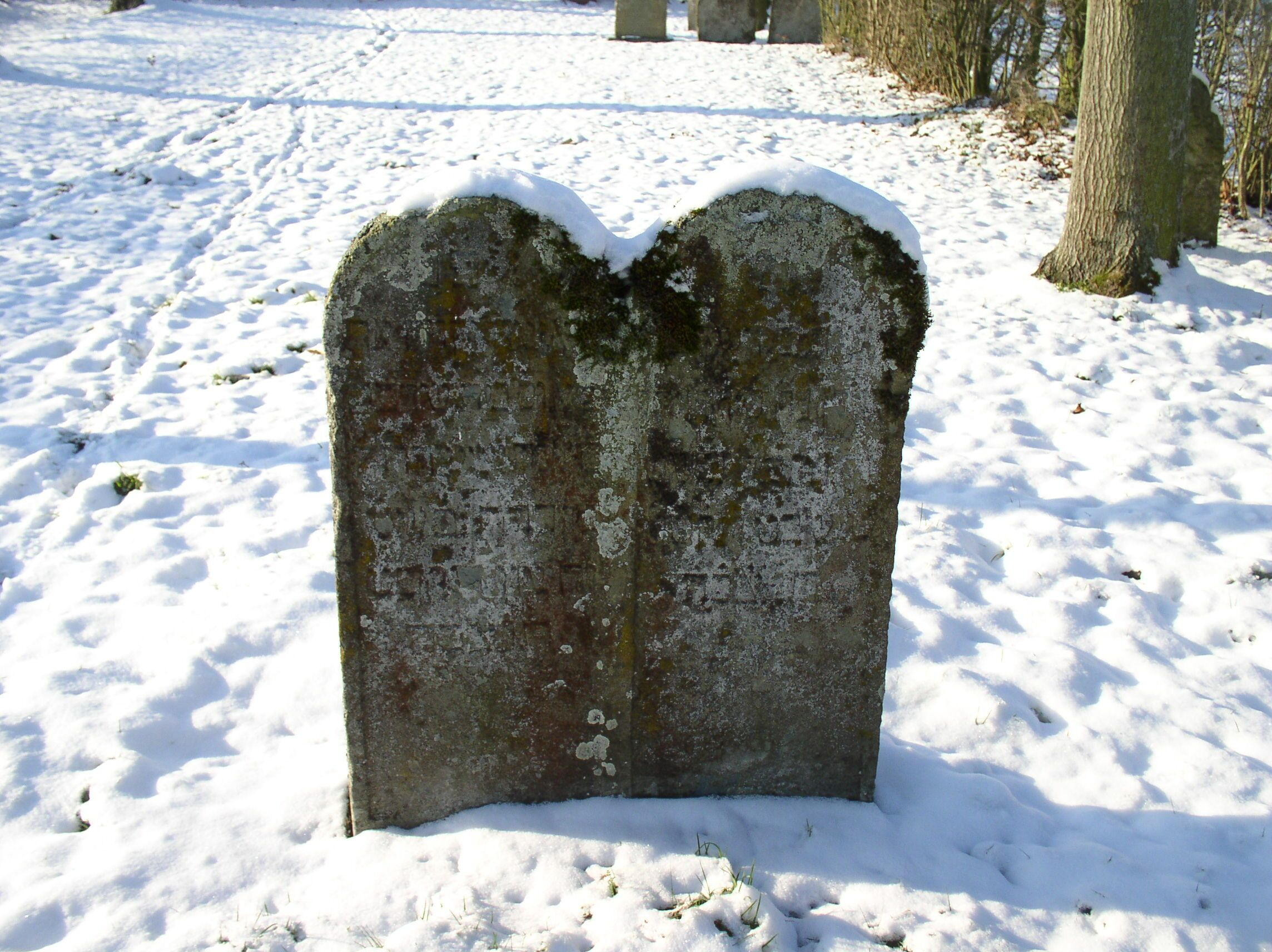
Doppelgrab für ein Ehepaar (1809)
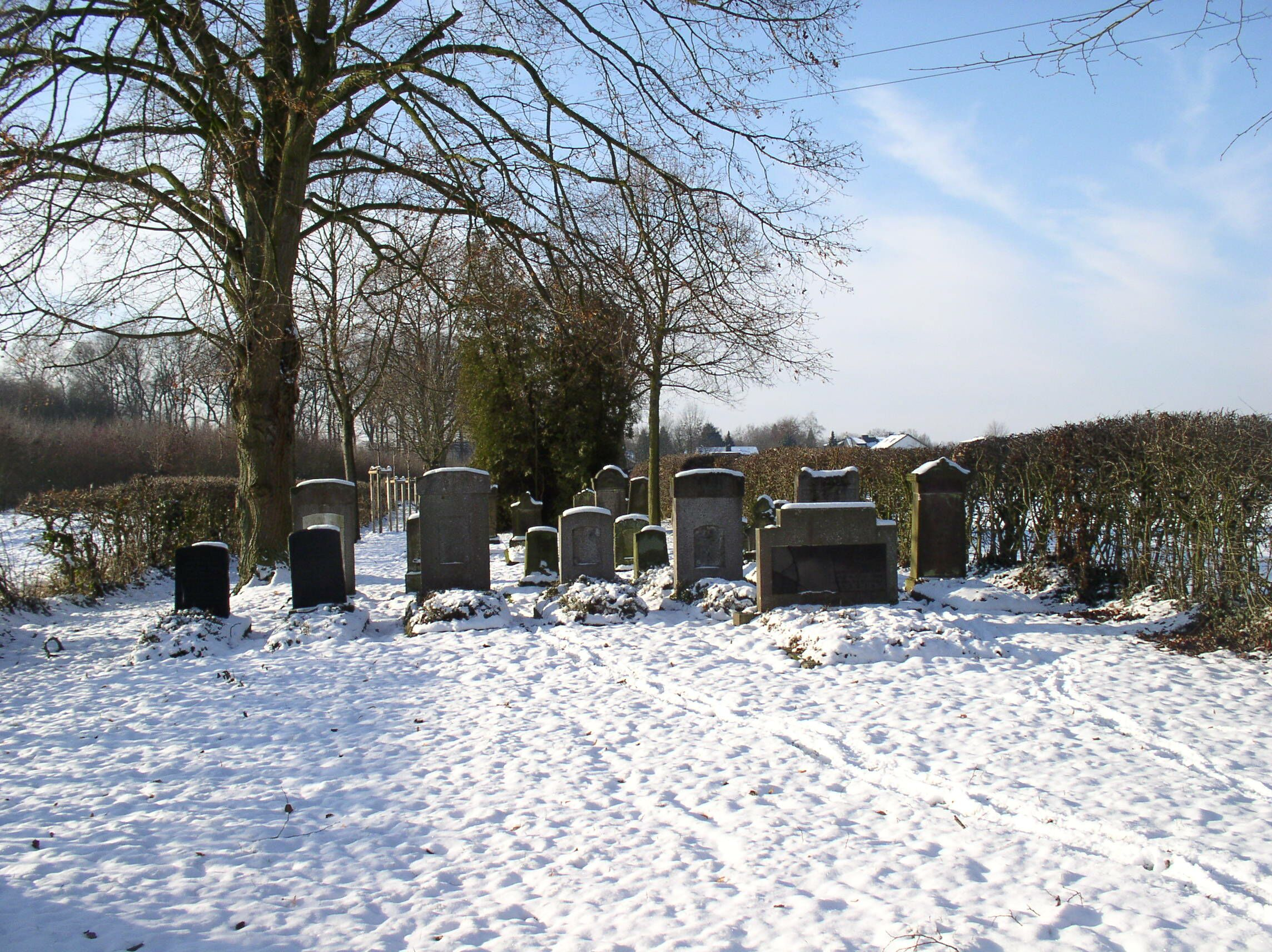
Blick über den Friedhof
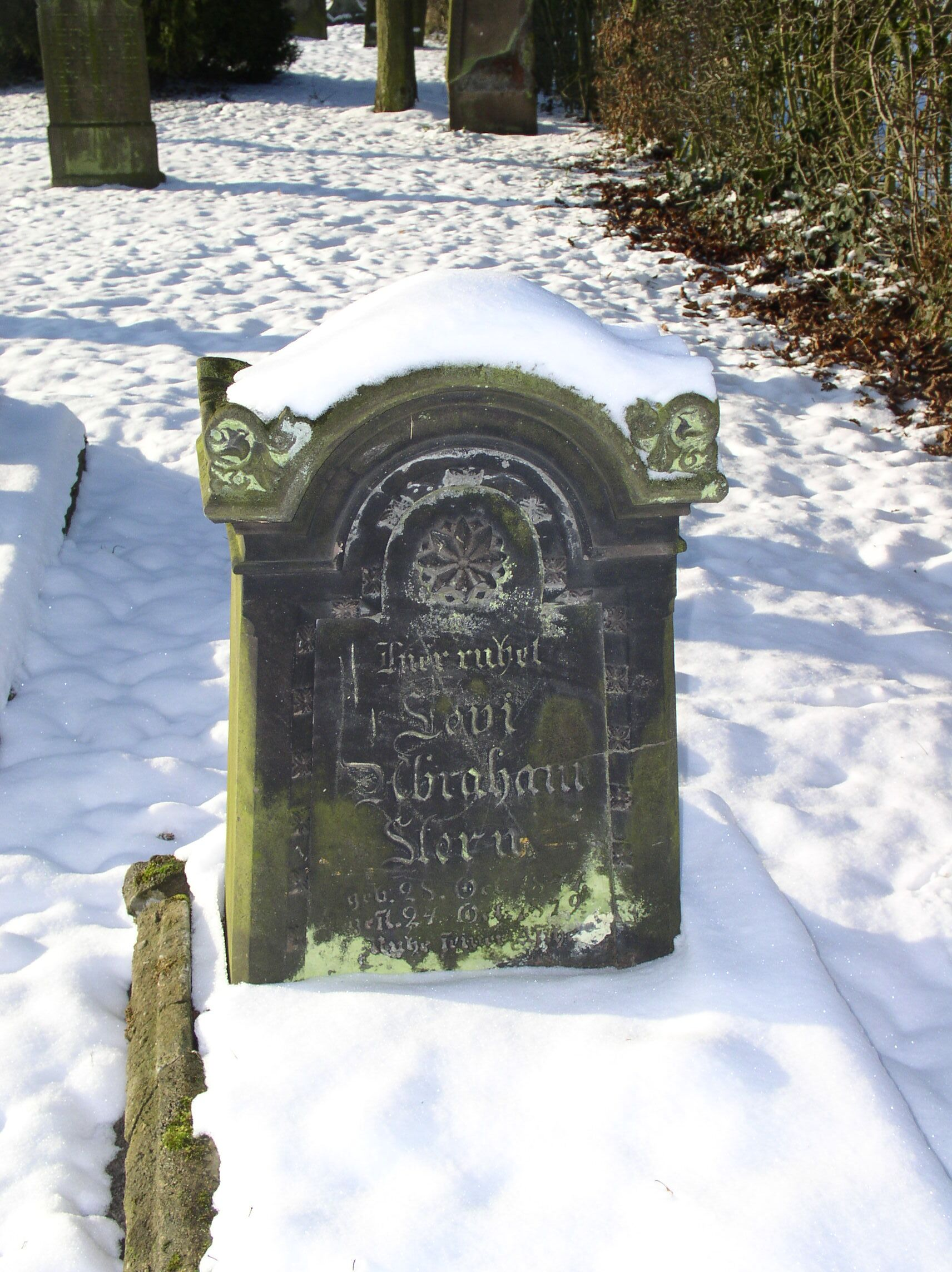
Grabmal Abraham Stern (1889)